# Mazhar Alanson
Mahmut Mazhar Alanson (* 13. Februar 1950 in Ankara, Türkei) auch bekannt als Mazhar Alanson, ist ein türkischer Popmusiker, Mitglied der Band MFÖ und Schauspieler.

## Werdegang
Im Jahr 1966 traf er Fuat Güner, und die zwei bildeten bald eine Musikband namens „Kaygısızlar“. Özkan Uğur schloss sich der Gruppe 1970 an, somit änderten sie ihren Namen auf MFÖ, die Initialen der Mitglieder. Die Band nahm sowohl 1985 als auch 1988 am Eurovision Song Contest für die Türkei teil.
Er war Jurymitglied in der vierten Staffel von O Ses Türkiye.
Die veröffentlichten Songs Benim Hala Umudum Var, Yandım, Ah Bu Ben oder Piskopat wurden bekannte Hits.

## Diskografie

### Alben
- 2002: Türk Lokumuyla Tatlı Rüyalar
- 2019: Yazan Aşık
- 2022: Senfoni

### Soundtracks
- 1998: Her Şey Çok Güzel Olacak

### Songs (Auswahl)
- 1998: Benim Hala Umudum Var
- 1998: Bu Ne Biçim Hikaye Böyle
- 1998: Bir Zamanlar Fırtınalar Estirirdim
- 2001: Bir Sonsuz Yağmur Yağsa (mit Ömer Özgür)
- 2002: Yandım
- 2002: Ah Bu Ben
- 2002: Piskopat (mit Cem Yılmaz)
- 2004: İlla (mit Nil Karaibrahimgil)
- 2014: Adımız Miskindir Bizim (mit Athena)
- 2025: Biz Bu Yaşlarda Ağlarız

## Filmografie

### Filme
- 1988: Arkadaşım Şeytan
- 1998: Her Şey Çok Güzel Olacak
- 2006: Hokkabaz
- 2009: Kirpi
- 2014: Pek Yakında

### Serien
- 1998: İkinci Bahar
- 2002: Çekirdek Aile
- 2002: Ekmek Teknesi
- 2012: Küçük Hesaplar
- 2013: Osmanlı Tokadı